# Eupithecia lagganata
Eupithecia lagganata är en fjärilsart som beskrevs av Taylor 1910. Eupithecia lagganata ingår i släktet Eupithecia och familjen mätare. Inga underarter finns listade i Catalogue of Life.